# Tõdva
Tõdva är en ort i Estland. Den ligger i Saku kommun och landskapet Harjumaa, i den västra delen av landet, 18 km söder om huvudstaden Tallinn. Tõdva ligger 42 meter över havet och antalet invånare är 150.
Terrängen runt Tõdva är mycket platt. Runt Tõdva är det ganska glesbefolkat, med 42 invånare per kvadratkilometer. Närmaste större samhälle är Tallinn, 18,3 km norr om Tõdva. Omgivningarna runt Tõdva är en mosaik av jordbruksmark och naturlig växtlighet.